# Neues Steuerungsmodell
Der Begriff Neues Steuerungsmodell (NSM) bezeichnet in der Organisationslehre öffentlicher Verwaltungen ein Modell zur strategischen Steuerung von Verwaltungen, insbesondere im kommunalen Bereich. In Ergänzung dazu beschreibt die Doppik (in einigen Ländern auch als Neues kommunales Finanzmanagement bezeichnet) die finanzwirtschaftlichen Instrumente und Verfahren, die dem zukünftigen Einsatz der doppelten Buchführung in den öffentlichen Verwaltungen dienen. Beiden Modellen ist gleich, dass eine Steuerung der Leistungserstellung öffentlicher Verwaltungen über die Produkte stattfindet, die sich am Markt ausrichten.

## Ausgangssituation und Geschichte
Die Steuerung der öffentlichen Verwaltung richtete sich schon von jeher an der Erfüllung öffentlicher Aufgaben aus. Ergänzt wurde diese Ausrichtung durch eine überwiegend juristisch orientierte Sichtweise der Aufgabenerledigung. Grundlage des Verwaltungshandelns in Kommunalverwaltungen war so u. a. der Aufgabengliederungsplan der KGSt (Kommunale Gemeinschaftsstelle für Verwaltungsvereinfachung, ab November 2005 Kommunale Gemeinschaftsstelle für Verwaltungsmanagement).
Diese Sichtweise vernachlässigte aber jegliche betriebswirtschaftlichen Instrumente, sowohl im Führungs- als auch im Finanzmanagement. Dies führte zu finanziellen Problemen, da der echte Ressourcenverbrauch nicht gemessen wurde und die Steuerung der Verwaltungen sich auf juristische Aspekte beschränkte. Ende der 80er Jahre summierten sich die daraus resultierenden Probleme schlagartig aufgrund folgender Ursachen:
- Die Finanzprobleme öffentlicher Verwaltungen wurden aufgrund geänderter wirtschaftlicher Rahmenbedingungen zu strukturellen Problemen.
- Die Bürger drängten immer mehr auf Kundenorientierung.
- Die Kosten der Deutschen Einheit verstärkten die finanziellen Probleme öffentlicher Verwaltungen deutlich.
- Den Verwaltungen wurde zunehmend ökologisches und ökonomisches Handeln abverlangt.

In dieser Ausgangssituation gewann die Verwaltungsreform der niederländischen Stadt Tilburg an Aufmerksamkeit. Im hoch verschuldeten Tilburg wurden Instrumente der Betriebswirtschaft eingesetzt und aus einer Ämterstruktur eine Konzernstruktur geformt (Tilburger Modell). Davon ausgehend schuf die KGSt ein eigenes Modell, das Neue Steuerungsmodell, und veröffentlichte seit 1991 die ersten Berichte.
Das Neue Steuerungsmodell entspricht in weiten Teilen, insbesondere was die Binnenorganisation betrifft, dem internationalen Trend der öffentlichen Reformverwaltung. Gegenüber der im internationalen Bereich, vorwiegend in angelsächsischen Ländern, propagierten öffentlichen Reformverwaltung wurde das Neue Steuerungsmodell allerdings auf der Kommunalen Ebene (und daher für die kommunale Ebene) entwickelt. Es begreift sich auch als Alternative zu Privatisierung, indem öffentliche (kommunale) Einrichtungen/Ämter mit ähnlichen betriebswirtschaftlichen Elementen geführt werden wie privatwirtschaftliche Profit Center.

## Grundzüge
Das NSM empfiehlt: Eine Steuerung der Organisationseinheiten nicht über die Zuweisung von Haushaltsmitteln („.. es gibt x Mio. Euro für das Personal des Stadttheaters..“), sondern über die (zusätzliche) Definition des erwarteten Outputs (Beispiel: „...mit den zugewiesenen Haushaltsmitteln wird das Theater im kommenden Haushaltsjahr x Vorstellungen mit y Zuschauern und einer durchschnittlichen Steigerung der Sitzplatzauslastung um z % anbieten..“). Das Stichwort dazu hieß „Outputorientierung“. Gleichzeitig sollen die dezentralen Organisationseinheiten die zur Erstellung des Outputs (= der Produkte) erforderlichen Ressourcen nicht mehr einzeln zugewiesen bekommen (= eine Schule sollte die Birne für den Tageslichtprojektor nicht mehr einzeln beim Schulverwaltungsrat beantragen etc.), sondern die Organisationseinheiten sollen mehr dezentrale Ressourcenverantwortung durch eigene Budgets erhalten. Damit sie diese Mittel nicht sachfremd einsetzen, muss der Output entsprechend definiert und die Einhaltung solcher Vereinbarungen im Rahmen von „Kontraktmanagement“ gesichert werden.
Zusätzlich zu den drei hier genannten Elementen des NSM (= Outputorientierung, dezentrale Ressourcenverantwortung und Kontraktmanagement) ist „Wettbewerb“ das vierte Element des NSM. Dazu heißt es im grundlegenden Bericht der Kommunalen Gemeinschaftsstelle für Verwaltungsmanagement: „Eine unternehmensähnliche, dezentrale Führungs- und Organisationsstruktur und (...) Outputsteuerung gewährleisten allein noch nicht, dass (...) Kommunalverwaltung seine volle Leistung auch tatsächlich erbringt. Die neue Struktur muss jetzt 'unter Strom gesetzt werden'. Das Mittel hierzu ist der Wettbewerb“.
Von Beginn an haben die Väter und Mütter des NSM betont, dass eine betriebswirtschaftliche Steuerung im öffentlichen Bereich mit der veralteten Kameralistik, die allein den „Geldverbrauch“ misst und den „Ressourcenverbrauch“ nicht kennt (das erlaubt das Verschieben von Lasten in die Zukunft, Beispiel: Beamtenpensionen), stets unvollständig bleiben wird. Um die Kameralistik abzuschaffen und durch ein neues, an die Privatwirtschaft angelehntes Rechnungswesen zu ersetzen, mussten zunächst Gesetze geändert werden. Diese Diskussionen setzten etwa 1998 ein und führten im November 2003 zu einem wichtigen Beschluss der Innenministerkonferenz, in den Kommunen wahlweise ein doppisches Rechnungswesen Doppik oder eine sog. erweiterte Kameralistik einzuführen. In der Folge dieses Beschlusses haben alle Länder ihre Gemeindeordnungen und Gemeindehaushaltsverordnungen entsprechend geändert. Für das Haushalts- und Rechnungswesen des Bundes und der Länder wurde das Haushaltsgrundsätzegesetz im Jahr 2009 so verändert, dass die Doppik angewandt werden kann. Die Länder Hamburg und Hessen waren die ersten, die ihr Haushalts- und Rechnungswesen entsprechend umgestellt haben.

## Erläuterung der Elemente
Im Wesentlichen besteht das Neue Steuerungsmodell, das bereits Anfang der 1990er Jahre von der KGSt als Modell vorgestellt wurde, aus folgenden Elementen:
Strategische Steuerung der Verwaltung durch Politik und Verwaltungsführung
Bisher wurde die Verwaltung durch den Gemeinderat und die Verwaltungsspitze aufgrund von Einzelfallentscheidungen gesteuert. Im NSM sollen nun Zielvereinbarungen zwischen den Ämtern/Fachbereichen und der Führung vereinbart werden, so genanntes Kontraktmanagement. Um dieses Ziel erreichen zu können, wird dem Fachbereich ein Budget zur Verfügung gestellt. Die Zielerreichung wird am Ende des Haushaltsjahres überprüft. Die Zielvereinbarungen setzen in der Regel ein Gesamtstrategie mit langfristigen, strategischen Zielen voraus, aus der kurzfristige, operationale Ziele abgeleitet und vereinbart werden können. Ein Instrument zur Zielentwicklung ist heute u. a. das Instrument der Lokalen Nachhaltigkeitsstrategie.
Einführung moderner Instrumente des Personalmanagements
Mit diesem Element sollte eine zunehmende Delegation von Verantwortung und zusätzliche Qualifizierung des Personals erfolgen. Führungskräfte werden nicht mehr nach Proporz oder Dienstalter ausgesucht, sondern nach Führungsqualifikation. Zusätzlich werden diese Führungskräfte auf entsprechende Seminare geschickt, um ihnen das erforderliche Wissen beizubringen (Es gab zu Beginn der 90er Jahre in den Verwaltungen einen beliebten Spruch: „Wer glaubt, dass ein Amtsleiter ein Amt leitet, glaubt auch, dass Zitronenfalter Zitronen falten“.).
Budgetierung
In Abkehr zu der vorherigen, einzelfallorientierten Zuteilung von Mitteln durch die zentrale Finanzverwaltung (Kämmerei o. ä.) soll im Neuen Steuerungsmodell jedem Fachbereich ein eigenes Budget zugeteilt werden. Die Verwendung des Budgets muss nicht mehr für jeden Fall vorher genehmigt werden, sondern kann eigenverantwortlich erfolgen. Wichtig dabei ist aber das Erreichen der vorher vereinbarten Ziele.
Dezentrale Ressourcenverantwortung
Eng verbunden mit der Budgetierung ist die Verantwortung für die Ressourcen durch den Fachbereich. Im alten Modell teilten Personalamt, Hauptamt und Kämmerei die Ressourcen Personal, Material und Finanzen dem jeweiligen Fachbereich zu. Dies bedeutete, dass Amtsleiter ihr Personal nicht selbst aussuchen konnten und um Mittel kämpfen mussten. Im NSM wird ihnen das Recht, die Ressourcen selbst zu bewirtschaften, zugestanden. Dies führt häufig zu einer deutlichen Effizienzsteigerung und Senkung der Kosten.
Outputorientierte Steuerung auf der Grundlage von Produktbeschreibungen
Bisher stand im Fokus der Verwaltung die rein juristisch orientierte Aufgabenerledigung, von der dann in aller Regel behauptet wurde, dass sie nicht wirtschaftlich erledigt werden könne. Das NSM stellt das Produkt in den Vordergrund, dessen optimale Erbringung sich nicht nur am Gesetz, sondern vor allem an den damit verbundenen Kosten und an der Erfüllung der Erwartungen des Bürgers orientiert. Dies führt häufig zu einem Kreativitätsschub bei den Mitarbeitern und Mitarbeiterinnen, wodurch die Qualität der Produkte stieg und die Kosten oft sanken. Um diese Produkte erbringen zu können, ist natürlich deren vorherige Definition erforderlich. Der Produktkatalog ersetzt insofern den Aufgabengliederungsplan.
Berichtswesen und Controlling
Wie beim Element der „Strategischen Steuerung“ beschrieben, werden zwischen der Verwaltungsführung und den Fachbereichen Zielvereinbarungen geschlossen. Um den Grad der Zielerfüllung zu messen und um auch im laufenden Haushaltsjahr auf gravierende Abweichungen steuernd eingreifen zu können, wird ein Berichtswesen eingeführt. Dieses Berichtswesen liefert in periodischen Abständen (Monate, Quartale) eine Übersicht über die Entwicklung vorher festgelegter Kennzahlen an die Entscheidungsträger (Ausschüsse, Bürgermeister usw.). Parallel dazu wird durch strategisches und operatives Controlling eine unterstützende Ebene durch die Verwaltung selber eingebaut.
Technikunterstützte Informationsverarbeitung
In bewusster Abkehr von bis dahin existierenden Insellösungen sollte die Informationsverarbeitung als ganzheitliches, unterstützendes System eingeführt werden. Zu Beginn der 90er bedeutete dies die umfassende Einführung grafisch orientierter Systeme wie Windows, Office und insbesondere die Mail-Funktion innerhalb der Verwaltung. Mit zunehmendem Einsatz wandelte sich aber der Anspruch von einer softwareseitigen Orientierung zu einer geschäftsprozessunterstützenden Funktion. Integrierte Systeme, die Information auf verschiedensten Ebenen anbieten und auch Frühwarnfunktionen besitzen, werden zunehmend angestrebt.
Wettbewerb zur Erhöhung von Wirtschaftlichkeit, Produkt- und Dienstleistungsqualität
Eines der größten Probleme bei der Einführung von Produkten in Verwaltungen ist die Monopol-Stellung, die eine Verwaltung in vielen Bereichen besitzt. Diese Monopolstellung zwingt, anders als im Wettbewerb, nicht zu einer kontinuierlichen Verbesserung der Wirtschaftlichkeit/Produktivität und der Produkte (wie das Beispiel des Autos „Trabant“ zeigt). Um Innovationsdruck zu erzeugen, wird im NSM echter Marktwettbewerb oder – wo dies nicht geht, also bei hoheitlichen Aufgaben – künstlicher Wettbewerb eingeführt. Bei diesem künstlichen Wettbewerb handelt es sich vor allem um Kennzahlenvergleiche: Kommunen vergleichen anhand vorher festgelegter Kennzahlen die erbrachten Leistungen, was die teuer produzierenden Gemeinden dazu zwingt, ihre Leistungserstellung zu überdenken. Es gibt aber neben interkommunalen Vergleichen auch Beispiele für den echten Vergleich mit dem Markt, wie z. B. bei den kommunalen Gebäudemanagement-Organisationen, die sich mit Immobilienbetrieben über Mieten u. ä. vergleichen können.

## Bewertung
Das neue Steuerungsmodell hat Anfang der 90er Jahre grundsätzlich den Ansatz eines praktikablen und zukunftsweisenden Modells gehabt. Der ganzheitliche Ansatz dieses Modells hat sich jedoch nie richtig durchsetzen können. Dies liegt zum einen sicher an der Unverbindlichkeit, da es nie als Verpflichtung in Form eines Gesetzes o. ä. erlassen wurde. Viele Kommunen haben jedoch einzelne Elemente eingesetzt oder auf dem NSM aufbauend umfassende Reformen eingeleitet, die im Endeffekt zu unterschiedlichen Verbesserungen führten.
Das größte Problem des Neuen Steuerungsmodells war aber seine einseitige Orientierung an der inneren Organisation. Grund dafür war sicher die Urheberschaft durch die KGSt, die sich auch in erster Linie als Organisationsberater ansieht. Dies führte dazu, dass finanzwirtschaftliche Instrumente nur sehr vage oder gar nicht im NSM enthalten sind. Deutlich wird dies an der Budgetierung, die zwar als unverzichtbares Element von der KGSt beschrieben wird, aber in vielen örtlichen Reformprojekten nicht konsequent umgesetzt wurde. Die Kommunen fokussierten auf Produktdefinition, um den Output besser steuern zu können. Dabei fehlte zum einen die Verknüpfung zum (nach wie vor) wichtigsten Steuerungsinstrument, dem kommunalen Haushalt. Und zum anderen wurden Leistungen nur vage definiert. Was beispielsweise ist genau die Leistung einer Schule? Und vor allem: Wie kann man die Qualität messen? Gesucht (aber schwer zu finden) sind Qualitätsindikatoren, die auch Kostengesichtspunkte einbeziehen.
Um den Weg von einer Verwaltung im herkömmlichen Stil zu einem modernen Dienstleistungsbetrieb zu gehen, bedarf es finanzwirtschaftlicher Instrumente, die den tatsächlichen Ressourcenverbrauch und die Kosten eines Produktes darstellen. Diese konnte das NSM nur vorschlagen, aber nicht beinhalten (dazu mussten Gesetze geändert werden, das konnte von den Kommunen und ihren Verbänden lediglich angestoßen werden, s. o.).  Dieser Schritt wurde inzwischen mit dem Beschluss der Innenministerkonferenz vom November 2003 für ein neues Gemeindehaushaltsrecht gemacht. Das wird dem Neuen Steuerungsmodell durch seinen immanenten Zwang zum Handeln vielleicht zu neuer Blüte verhelfen.

## Kritik
Kritiker führen an, dass von der Management-Logik ausgegangen wird  und nicht von der spezifischen Logik des politischen Prozesses und den Problemlagen der Kommunalpolitik. Insbesondere der Sozialwissenschaftler Timm Kunstreich sieht in dem Konzept einen weiteren Schritt zur „Ökonomisierung sämtlicher Lebensbereiche“. Das sei der Grund für die Diskrepanz zwischen Modell und Wirklichkeit und die Grenzen der Übertragbarkeit von privatwirtschaftlicher Erfahrung. Diese Übertragung geht nur soweit gut, solange eine Struktur- und Funktionsäquivalenz vorliegt. Besonderheiten wie Wahlen, Verbandswettbewerb, Parteienkonkurrenz und Regierungswechsel müssen berücksichtigt und nicht als Hindernisse gesehen werden. Politik und Politisierung der Verwaltung ist der entscheidende Faktor, der öffentliche von privaten Betrieben unterscheidet. Die Verflechtung von Politik und Verwaltung ist eine notwendige, weil die Verwaltung das nötige Wissen hat und auf Ressourcen zurückgreifen kann, die Politik ist da eingeschränkter. In der Politik ist eine genaue Festlegung von Zielen und Outputs kaum möglich, da zu viele Referenzsysteme zu berücksichtigen sind. Politische Zielsetzungen sind oft vage, widersprüchlich, zweideutig und instabil. Die Art der Umsetzung bestimmt das Ergebnis mit, es gibt keine rein technokratischen Umsetzungsmaßnahmen (Dienst nach Vorschrift). Darüber hinaus müssen Politikbereiche differenziert werden. Außerdem muss beachtet werden, dass in der Ordnungspolitik Ziele von Bund und vom Land festgelegt werden.
Die Gegenkritik macht geltend, dass die Steuerung knapper Ressourcen unabhängig von vermeintlichen Unterschieden zwischen „Management-Logik“ und „Logik der Verwaltung bzw. Politik“ am rationalsten mit den beschriebenen Instrumenten (Budgets, Ziele, Kennzahlen, Controlling etc.) erfolgen könne. Unstrittig sei ein großes Vollzugsdefizit der Verwaltungen auf allen Ebenen, das aber auch auf einen Mangel an Selbstorganisationsfähigkeit in den Organisationen zurückgeführt werden könne. Hinzu komme eine lückenhafte Umsetzung der ursprünglichen Modellkonzeption in den gesetzlichen Rahmenbedingungen. Diese werde beispielsweise auch im Vergleich der für die Umsetzung der Doppik auf kommunaler Ebene geltenden, länderspezifischen haushaltsrechtlichen Grundlagen sichtbar.